# Radimlja (rijeka)
Radimlja je rijeka u Hercegovini, desna pritoka Bregave.
Izvire na južnom dijelu platoa Dabrice u općini Berkovići. Odatle teče krivudavim tokom kroz kanjon, a u Bregavu se ulijeva jugozapadno od Stoca. Zaštićena je kao prirodna ljepota iznimne vrijednosti. Potok Svilica u blizini ušća u Radimlju tvori vodopad Istup koji je visok više od 200 metara.